# Lobo Canyon
Lobo Canyon es un lugar designado por el censo ubicado en el condado de Cíbola en el estado estadounidense de Nuevo México. En el Censo de 2020 tenía una población de 146 habitantes y una densidad poblacional de 13,11 habitantes por km². Fue incluido como CDP en el censo de 2020.

## Geografía
Lobo Canyon se encuentra ubicado en las coordenadas 35°13′37″N 107°44′12″O / 35.22694, -107.73667. Según la Oficina del Censo de los Estados Unidos,  tiene una superficie total de 11,14 km², todos correspondientes a tierra firme.